# Elizabeth Tilney
Elizabeth Tilney (Norfolk, prima del 1445 – 4 aprile 1497) fu un'ereditiera inglese che lavorò come Dama di compagnia per due regine, ella servì dapprima Elisabetta Woodville e più tardi sua figlia Elisabetta di York dopo il suo matrimonio con Enrico VII d'Inghilterra oltre ad essere una delle madrine di Margherita Tudor. Elizabeth fu la madre di Thomas Howard, III duca di Norfolk e tramite altri due dei suoi figli Elisabetta ed Edmund fu la nonna di due regine, Anna Bolena e Caterina Howard, entrambe mogli di Enrico VIII d'Inghilterra e, tramite la nipote Anna, fu la bisnonna di Elisabetta I d'Inghilterra.

## Una ricca famiglia
Elizabeth Tilney nacque prima del 1445 ad Ashwellthorpe Hall unica figlia di Frederick Tilney (morto nel 1445) ed Elizabeth Cheney (aprile 1422-25 settembre 1473), rimasta vedova sua madre si risposò con John Say (morto il 12 aprile 1478 nel 1449, Speaker della Camera dei comuni. Da questo matrimonio nacquero diversi altri figli fra cui Anne Say che sposò Henry Wentworth (nato circa 1448-morto fra il 17 agosto 1499 e il 27 febbraio 1501). Anne ed Henry divennero i nonni materni di Jane Seymour e poiché Elizabeth era la nonna di Anna Bolena e Caterina Howard tre delle sei mogli di Enrico VIII d'Inghilterra si trovarono ad essere cugine di secondo grado.
Elizabeth era di famiglia ricca, era infatti una delle eredi dei manieri di Fisherwick e Shelfiel nello Staffordshire.

## Al servizio delle regine
Attorno al 1466 Elizabeth sposò Humphrey Bourchier, nipote per parte di padre di Tommaso Plantageneto, I duca di Gloucester, ultimogenito di Edoardo III d'Inghilterra. Dal loro matrimonio nacquero un maschio e due femmine, una volta sposata Elizabeth approdò a corte dove andò a lavorare come Dama di compagnia per Elisabetta Woodville, moglie di Edoardo IV d'Inghilterra, Elizabeth attese alla sua incoronazione nel 1465 e rimase con lei quando si rifugiò insieme ai figli all'Abbazia di Westminster fra il 1470 e il 1471 quando Edoardo venne momentaneamente detronizzato dall'esercito lancasteriano di Margherita d'Angiò che riuscì a reinstallare brevemente sul trono suo marito Enrico VI d'Inghilterra.
Humphrey morì alla Battaglia di Barnet il 14 aprile 1471 mentre si batteva con gli yorkisti e il 30 aprile 1472 Elizabeth si risposò con Thomas Howard, II duca di Norfolk un matrimonio voluto espressamente dal re e tre anni dopo Elizabeth ereditò le proprietà paterne di Ashwellthorpe Manor. Thomas Howard era un buon amico di Riccardo di Gloucester che salì al trono nel 1483 dopo la morte del fratello Edoardo e la misteriosa sparizione dei nipoti Edoardo e Riccardo inghiottiti dai recessi della Torre di Londra. Elizabeth fu tra coloro che prestarono servizio alla regina Anna Neville durante l'incoronazione mentre Thomas reggeva la Spada di stato. Il 22 agosto 1485 suo suocero John Howard, I duca di Norfolk venne ucciso alla Battaglia di Bosworth Field insieme a Riccardo III, Thomas venne invece catturato e portato alla Torre dove rimase diversi anni dopo essere stato privato dei propri titoli nobiliari. A seguito della battaglia la corona passò a Enrico Tudor l'ultimo esponente del Casato di Lancaster. Elizabeth fu fortunata perché tutte le sue proprietà rimasero invece intatte permettendole di continuare a vivere secondo il suo rango. Il 3 ottobre dello stesso anno scrisse a John Paston, il marito di una sua cugina, dall'Isola di Sheppey, menzionando il fatto che ella avrebbe voluto mandare i figli a Thorpe e sottolineando il fatto che egli aveva promesso di inviarle dei cavalli come mezzo di trasporto per lasciare l'isola. Si lamentava anche che Lord FitzWalter, un sostenitore del nuovo re Enrico VII d'Inghilterra, aveva licenziato tutti i suoi servi, ma che, grazie alle clausole di confisca delle proprietà del marito, era almeno incapace di impossarsi delle sue. Nel dicembre 1485 Elizabeth era andata a vivere a St Katharine's by the Tower che la portava a vivere accanto al marito incarcerato.
Nel 1487 Thomas venne liberato e le proprietà e i titoli gli vennero restituiti, ed entrarono entrambi al servizio del sovrano, nello stesso anno Elizabeth servì Elisabetta di York alla sua incoronazione e fu in seguito insignita della carica di Lady of the Bedchamber. Nel 1489 Elizabeth fu una delle madrine al battesimo di Margherita Tudor una delle figlie di Enrico ed Elisabetta.

## La morte e la poesia
Elizabeth morì il 4 aprile 1497 e venne sepolta ad Aldgate presso un convento locale, le sue volontà prevedevano la donazione dei suoi beni ai poveri di Whitechapel ed Hackney. L'8 novembre dello stesso anno grazie a una speciale dispensa Thomas si risposò con Agnes Tylney una cugina di Elizabeth.
Elizabeth è identificata come la Contessa di Surrey nel poema di John Skelton The Garlande of Laurell scritto dal Poeta Laureato mentre si trovava ospite degli Howard nel 1495 e un suo ritratto sopravvive nelle vetrate della chiesa di Holy Trinity a Long Melford nel Suffolk.

## Il matrimonio e i figli
Attorno al 1466 Elizabeth si sposò con Humphrey Bourchier da cui ebbe:
- John Bourchier, II barone Berners (1467-1533) che sposò Katherine Howard figlia di John Howard, I duca di Norfolk
- Margaret Bourchier
- Anne Bourchier (1470-29 settembre 1530)

Dal suo secondo matrimonio con Thomas Howard nacquero:
- Thomas Howard, III duca di Norfolk
- Edward Howard
- Edmund Howard, padre di Catherine Howard quarta moglie di Enrico VIII d'Inghilterra
- John Howard
- Henry Howard
- Charles Howard
- Henry Howard (secondo del suo nome)
- Richard Howard
- Elizabeth Howard, madre di Anna Bolena seconda moglie di Enrico VIII d'Inghilterra
- Muriel Howard (morta nel 1512)
- una figlia morta giovane